# Ракша
Ракша (слч. Rakša) насељено је мјесто са административним статусом сеоске општине (слч. obec) у округу Турчјанске Тјеплице, у Жилинском крају, Словачка Република.

## Становништво
| Година:    | 1994. | 2004.  | 2014.   | 2024.   |
| ---------- | ----- | ------ | ------- | ------- |
| Број људи: | 200   | 219    | 222     | 219     |
| Разлика:   |       | +9,5 % | +1,36 % | -1,35 % |

| Година:    | 2023. | 2024.   |
| ---------- | ----- | ------- |
| Број људи: | 215   | 219     |
| Разлика:   |       | +1,86 % |

Према подацима о броју становника из 2011. године насеље је имало 219 становника.